# Carská nevěsta
Carská nevěsta je operou o třech jednáních Nikolaje Rimského-Korsakova. Předlohou bylo drama Lva Meye, které libretisticky ve spolupráci se skladatelem zpracoval Ilja Tjumeněv. Opera měla premiéru 22. října 1899 v Moskvě a sklidila hned velký úspěch. Od té doby tvoří trvalou součást repertoáru všech ruských operních scén.

## Uvedení v českých zemích
Česká premiéra opery proběhla v Praze 4. prosince 1902 v hudebním nastudování Karla Kovařovice. Na další uvedení v Česku dílo zatím stále čeká.

## Shrnutí děje
Příběh se odehrává za vlády cara Ivana Hrozného na předměstí Moskvy. Opričníci, tělesná stáž cara, v tomto čase násilně loupí ženy a pronásledují ty, kdo se jim postaví na odpor. V ději hraje důležitou roli žárlivost dvou nápadníků ucházejících se o krásnou Marfu. Jedním z nich je upřímně milující bojarin Lykov, druhým opričník Grjaznoj. Právě ten podá tajně Marfě kouzelný nápoj. Ta však po jeho požití těžce onemocní. Zdá se, že dokonce šílí. Došlo totiž k záměně a místo nápoje lásky, který jí chtěl Grjaznoj dát, vypila jed hubící krásu. Vzhledem k tomu, že si mezitím sám car vybral Marfu za ženu, je z toho na jeho dvoře pozdvižení. Grjaznoj obviní Lykova, že to on podal Marfě zhoubný nápoj. Proto ho také nakonec zabil. Nakonec je však Grjaznoj natolik zničen pohledem na šílenou Marfu že se sám carovi vyzná ze své viny a žádá nejpřísnější potrestání.